# MYLIP
MYLIP‏ (Myosin regulatory light chain interacting protein) هوَ بروتين يُشَفر بواسطة جين MYLIP في الإنسان.